# Chemin de fer à voie étroite de Bruxelles à Ixelles-Boendael
La société anonyme du Chemin de fer à voie étroite de Bruxelles à Ixelles-Boendael (BIB) a été créée le 29 avril 1884 chez maitre Van Halteren notaire à Bruxelles, pour construire et exploiter un chemin de fer à voie métrique, dans la banlieue de Bruxelles, au-delà de la porte de Namur.  
La société est liée au Baron Édouard Louis Joseph Empain par l'intermédiaire de la Compagnie générale des railways à voie étroite dont elle est une filiale. Elle reprend la concession attribuée à Monsieur Felix Vellut, ingénieur, pour 4 lignes au départ de la  porte de Namur.
En 1899, le 28 avril, l'ensemble des lignes exploitées par la compagnie BIB est rétrocédé à la Compagnie Les tramways bruxellois.

## Les lignes
Lignes concédées
- Porte de Namur - Petite Suisse (rond-point de l'Étoile)
- Porte de Namur - Avenue de Tervuren
- Porte de Namur - Chaussée de La Hulpe,
- Rue Royale - Avenue de Tervuren
- Place Saint-Josse - Tervuren

Lignes affermées par la SNCV:
- Place Sainte-Croix – Schaerbeek et Schaerbeek - Haecht (27 km)
- Place Saint-Josse – Sterrebeek- Vossem (19 km)

Le dépôt se trouvait avenue de l'Hippodrome, il existe toujours aujourd'hui pour les trams.

## Matériel roulant
Locomotives à vapeur
Type 030T bicabines

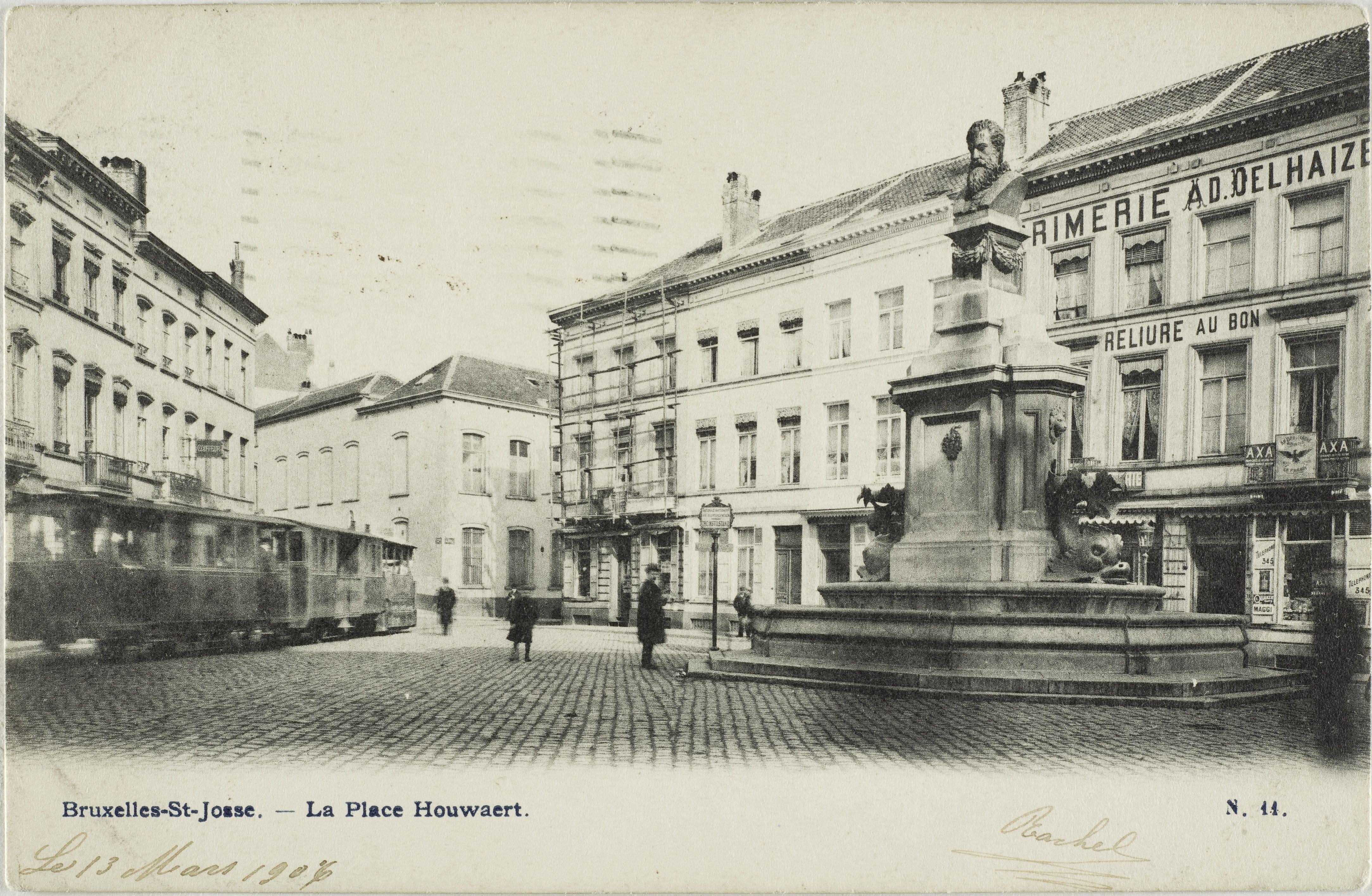
Tram à vapeur sur la place Houwaert.

- N° 1 à 8, livrées par la Métallurgique à Tubize en 1884, n° constructeurs (459-466)
- N° 9 et 10, livrées par  la Métallurgique en 1884, n° constructeurs (538-539)
- N° 11, livrée par  la Métallurgique à Tubize en 1885, n° constructeurs (601)
- N° 12 à 14, livrées  la Métallurgique à Tubize en 1889, n° constructeurs (742-744)
- N° 15 à 17, livrées  la Métallurgique à Tubize en 1891, n° constructeurs (853-855)[5]